# Toppenish
Toppenish ist eine City im Yakima County im US-Bundesstaat Washington, die im Jahr 2020 laut US Census 8.854 Einwohner zählte. Sie liegt im Reservat der Yakama, rund 30 km südöstlich der Stadt Yakima. Rund 6,5 % der Bevölkerung sind lateinamerikanischen oder spanischen Ursprungs, knapp 8 % gaben in der Volkszählung von 2000 an, sich einem Indianerstamm zuzurechnen, 2020 tun dies rund 15 %.
Die Herkunft des Namens ist unklar. Er leitet sich entweder vom Yakama-Wort „Xuupinish“ ab, was „abschüssig“ oder „verstreut“ heißen kann, oder es geht auf „Thappahnish“ zurück, was „Leute an dem Weg, der vom Fuß der Hügel kommt“ bedeutet.
Ungewöhnlich ist die hohe Zahl an großformatigen Gemälden an 70 Hauswänden. Um sie kümmert sich die Toppenish Mural Society, die sie auf ihrer Homepage abbildet und kommentiert. Dazu kommt das einzige Hopfenmuseum in den Vereinigten Staaten und das Yakama Nation Cultural Heritage Center.

## Geschichte
Nach dem Whitman-Massaker von 1847 und dem folgenden Krieg gegen die Cayuse wurden 1855 im Vertrag von Walla Walla 14 Völker und Gruppen gezwungen in die Yakima Indian Reservation umzusiedeln und zusammengefasst.
Das Gebiet des heutigen Toppenish erschien bereits 1853 auf der Karte von Captain George McClellan unter der Bezeichnung Sahpenis, doch änderte er sich auf späteren Karten in Toppenish.
Im Rahmen eines Landvergabeprogramms unter dem General Allotment Act von 1887 erhielt Josephine Bowser Lillie, die indianische und weiße Vorfahren hatte, ein Grundstück von 80 Acre. Sie gilt heute als „die Mutter von Toppenish“. Sie parzellierte und verkaufte die Hälfte ihres Landes und schuf damit erstmals privaten Landbesitz im Yakama-Reservat. Auch andere Familien, wie die French, Olney, Robbins und Spencer beteiligten sich am erstmals erlaubten privaten Landerwerb. Die zuvor gängige Art der Landaneignung, die darin bestand, freies Land einfach zu besetzen, nannte man Squatting und so hießen die Ländereien anfangs squatter's claims.
Der Ort wurde zur Stadt erhoben und am 29. April 1907 formal von Johnny Barnes gegründet. 1911 wurde sie an das Eisenbahnnetz der Northern Pacific Railway angeschlossen (bis 1961). 1989 wurde die Yakima Valley Rail and Steam Museum Association gegründet, die aus den verbliebenen Beständen ein Museum errichtete.
Seit 1933 werden jährlich Rodeos durchgeführt, die für die Indianer der Umgebung eine hohe Bedeutung hatten, denn für vier Tage trafen sich zahlreiche Vertreter der Stämme im Osten Washingtons.
1980 eröffnete das Yakama Nation Museum, eines der ältesten Museen der indigenen Völker in den Vereinigten Staaten. Um diese Zeit entstand auch die Heritage University, die sich zum Ziel gesetzt hat, die Ausbildung in dem schlecht ausgestatteten Gebiet zu verbessern. Dies zog vor allem Studenten indianischer und spanischer Abkunft an.

## Söhne und Töchter von Toppenish
- Leo Adams (* 1942), Künstler und Designer
- Westley Allan Dodd (1961–1993), Serienmörder
- A. B. Quintanilla (* 1963), Musiker, Songwriter und Produzent